# Punk in der Schweiz
Punk existiert in der Schweiz als Musik-, Polit- und Jugendkultur. Als Swiss Punk wird die Punkszene in der Schweiz bezeichnet, die sich ab Mitte der 1970er Jahre entwickelte. Ihre Blüte hatte sie zwischen 1976 und 1981.

## Anfänge
Als Mitte der 1970er eine Punkszene in New York und folgend in London entstand, erreichte diese auch die Schweiz. Schnell entwickelten sich in einzelnen Städten lokale Szenen, allen voran in Zürich. 1977 bestand in Zürich ein harter Kern von etwa 50 Jugendlichen, welche die Schweizer Punk- und New-Wave-Bewegung massgebend beeinflusste. Ihre ersten Treffpunkte bildeten der neu eröffnete Kleiderladen Booster mit Punk-Outfits und der Club Hey mit den ersten Punk-Discos. Im Oktober 1977 erscheint das erste deutschsprachige Fanzine ‚No Fun‘ und im November 1977 wird die erste Punk-Single ‚Hot Love‘ von den ‚Nasal Boys‘ veröffentlicht, einer Band, welche im Dezember 1976 gegründet wurde und 1978 als ‚Expo‘ den kommerziellen Erfolg suchte. Weitere Bands waren die international erfolgreichen Swiss-Wave-Bands Kleenex/Liliput und Yello, sowie Mother’s Ruin und TNT.
Lokale Szenen entstanden vor allem auch in Genf (Jack & the Rippers, Bastards), Bern (Glueams, Sozz) sowie Luzern (Crazy, IV-Sex, Johnny Bordelli & Co., MAD) und Basel (KIE-13, Vandal-X, Volcan, Vorwärts und Negativ). Typische Merkmale dieser einzelnen, untereinander gut vernetzten, lokalen Szenen waren eigene Bands und Fanzines, sowie Clubs/Lokale für Punk-Discos und Konzerte. Anfang November 1979 fand im Zentrum Gersag in Emmenbrücke, einem Luzerner Vorort, ‚Swiss Punk Now‘ statt. An zwei Tagen präsentierten sich 14 Bands und einige Hundert Punks. Die Liste der auftretenden Bands ergibt zugleich einen guten Einblick in die damalige Schweizer Punk-Szene. Freitag, 2. November 1979: Technicolor, Mistery Action, Sperma, Sozz, Hexan 5. Samstag, 3. November 1979: Chaos (Vorarlberg), Freshcolor, Glueams, Liars, IV Sex, Crazy,
Kraft durch Freude, Sick, TNT.
Die Verbindung zwischen Punk und New Wave blieb zumindest in der Anfangszeit eng. So wurde für die Schweizer Punk- und New-Wave-Szene oft auch der Begriff Swiss Wave verwendet. Die Aufsplittung in verschiedene Teilszenen erfolgte Anfang der 1980er Jahre, parallel zur zunehmenden Kommerzialisierung der Bewegung. In den Folgejahren wurde Swiss Punk zu einer der vielen Teilszenen der bis dahin relativ homogenen Swiss Punk & Wave-Szene.
Ab 1980 begannen sich einzelne Akteure verstärkt im Kampf um Räume für alternative kulturelle Aktivitäten. Nach dem Abklingen der Jugendunruhen in der Schweiz (etwa ab 1982) wurde der politisierten Punkszene der Boden entzogen und die 1980er gehörten musikalisch anderen Stilrichtungen.

## Neuere Entwicklungen
Bereits vor und deutlicher noch seit der Jahrtausendwende wächst in der Schweiz eine neue Punkrockgeneration heran. Man kann dabei zwei Strömungen unterscheiden:

### Punk als Politkultur
Im Umfeld verschiedener autonomer Netzwerke wie der Reithalle Bern oder bei Hausbesetzungen, zum Beispiel in Winterthur, findet man oft stark politisierten Punks. Sie verstehen sich häufig als Gegenbewegung zu einem Rechtstrend in der Schweiz. Die Musik dieser Kreise orientiert sich häufig am Deutschpunk. Gemeinsam ist jedoch vielen Punks in der Schweiz, dass sie die etablierte Politik grundsätzlich ablehnen. Diese Ablehnung erstreckt sich zuweilen auch auf ausserparlamentarische Politik (siehe auch Oi!-Einstellung).

### Punk als Modetrend
In vielen Städten (und vermehrt auch ländlichen Gebieten) wachsen die Fangemeinschaften regional bekannter Punkrockbands, die sich – Fans wie Musiker – häufig an internationalen Vorbildern wie NOFX oder Green Day orientieren. Diese teils locker gebundenen Szenen fassen Punk eher als über die Musik definierte Jugendkultur auf und sind entsprechend schwächer politisiert. Ihr Aufkommen kann als Gegenbewegung zu der in Schule, Medien und Mode dominierenden Hip-Hop-Kultur aufgefasst werden. Musikalisch wird von ihnen oft der Californiapunk oder Skatepunk vorgezogen.
Die zwei Strömungen besitzen gewisse Berührungspunkte. So werden sie an alternativen Open Airs und in spezifischen Konzertlokalen bis zu einem gewissen Grad gemeinsam als Zielgruppen angesprochen. Die Übergänge zwischen den beiden Szenentypen sind mancherorts fliessend, dennoch sind nicht übersehbare Vorbehalte beiderseits vorhanden. Die oft jüngeren „Mode-Punks“ gelten bei den tendenziell älteren „Polit-Punks“ als „kommerz“. Im Gegenzug werden letztere von den ersteren nicht selten im Bereich „Randständig bis Drogenabhängig“ vermutet.

## Musikalisch
Musikalisch war der Punk in der Schweiz anfangs nur ein Abklatsch der englischen Vorreiterbands. In der Neuzeit des Schweizer Punks vervielfältigten sich die Stilrichtungen. Trotzdem gibt es keinen typischen Schweizerpunk (siehe oben). Es gibt zwar Mundart-Punkbands, die aber einfach den Subgenres des Punkrocks zuzuordnen sind.

### Fanzines 1977–1981
- Shit, 8 Ausgaben von Juni 1978 bis September 1979 mit einer Auflage von 100 bis 300 Exemplaren. Kleinstes Fanzine im Format A6. Herausgeber: Arnold Meyer
- Black&White, 4 Ausgaben mit einer Auflage von 250 bis 300 Exemplaren. Herausgeber: Hanspeter Süess, Renato Käppeli, René Gratl.
- Drop Dead, 6 Ausgaben von September 1978 bis Januar 1980 mit einer Auflage von 100 Exemplaren. Herausgeber: Peter Jegen, Ingar Milnes.
- No Fun, 18 Ausgaben von Oktober 1977 bis Juni 1980 mit einer Auflage von rd. 1000 Exemplaren. Erstes deutschsprachiges Fanzine. Herausgeber: Urs Steiger, Peter Preissle, Iggie Wiederkehr.
- Pin-Up, 19 Ausgaben ab Februar 1978 mit einer Auflage von 100 bis 240 Exemplaren. Herausgeber: Arnold Steiner, Robert Fischer.
- Punk Rules, 7 Ausgaben von Dezember 1977 bis November 1979 mit einer Auflage von 500 bis 700 Exemplaren. Herausgeber: Paul Ott, Marco Repetto (Grauzone).
- Rofä, 4 Ausgaben von Herbst 1978 bis Sommer 1980 mit einer Auflage von 100 bis 300 Exemplaren. Herausgeber: Tom Rippoff, Lurker Krieg/Grand.
- Sondernummer, 4 Ausgaben von Februar 1980 bis Februar 1981 mit einer Auflage von 250 bis 400 Exemplaren. Herausgeber: Paul Ott, Marco Repetto (Grauzone), Bruno Waser (mittageisen).

### Fanzines Heute
- ROMP, 47 Ausgaben seit 1989

### Bücher
- Paul Ott/Hollow Skai (Hrsg.): wir waren HELDEN für einen Tag. aus deutschsprachigen Fanzines 1977–1981. Rowohlt Taschenbuch Verlag GmbH, Reinbek bei Hamburg, Januar 1983. ISBN 3-499-17682-3
- Lurker Grand (Hrsg.): Hot Love – Swiss Punk & Wave 1976–1980. Edition Patrick Frey, Zürich 2006. ISBN 3-905509-62-8